# Вислок
Вѝслок (на полски: Wisłok) е река в Югоизточна Полша (Подкарпатско войводство), ляв приток на Сан (десен приток на Висла). Дължина 205 km, площ на водосборния басейн 3528 km².

## Географска характеристика
Река Вислок води началото си на 806 m н.в., от северния склон в източната част на планината Ниски Бескиди (част от Западните Карпати), в непосредствена близост до границата със Словакия. В горното си течение (до град Кросно) е типична планинска река с дълбока и тясна долина и бурно течение и тече основно в северно направление. В средното течение (до град Жешов) тече в североизточна посока през хълмиста равнина, а в долното течение – в широка и плитка долина през югоизточната част на Сандомежката низина. Влива се отляво в река Сан (десен приток на Висла), на 168 m н.в., при село Дебно, Лежайски окръг на Подкарпатско войводство.
Водосборният басейн на Вислок обхваща площ от 3528 km², което представлява 20,92% от водосборния басейн на Сан. Речната ѝ мрежа е двустранно развита, но притоците ѝ са къси и маловодни. На север и изток водосборният басейн на Вислок граничи с водосборните басейни на Ослава и други по-малки реки леви притоци на Сан, на запад и северозапад – с водосборните басейни на реките Вислока и Ленг (десни притоци на Висла), а на юг – с водосборния басейн на река Дунав (от басейна на Черно море). Основен приток: Стобница (десен, 46 km, 336 km²).
Вислок има ясно изразено пролетно пълноводие, дължащо се на снеготопенето в планините и обилните валежи през сезона и лятно маловодие с характерни епизодични прииждания в резултат от поройни дъждове във водосборния ѝ басейн. Среден годишен отток в долното течение 24,5 m³/sec.

## Стопанско значение, селища
Голяма част от водите на реката се използват за битово и промишлено водоснабдяване. Долината ѝ е гъсто заселена, като най-големите селища са градовете: Кросно, Стшижов и Жешов.